# Карл Родерер

Карл Конрад Редерер (нім. Karl Conrad Röderer; 12 липня 1868 — 28 серпня 1928, Санкт-Галлен) — швейцарський стрілець, дворазовий чемпіон Літніх Олімпійських ігор 1900.

## Результати
Карл Конрад Редерер взяв участь лише в одних Літніх Олімпійських іграх, які проводились в Парижі в 1900 році. Він взяв участь в двох дисциплінах, в яких здобув золоті медалі.  Першу медаль здобув в стрільбі з пістолета з відстані 50 метрів, а другу в тій самій категорії, але разом з командою. 
Швейцарець в цілій своїй кар'єрі здобув вісім Олімпійських медалей, але тільки одну із них Карл Редерер здобув в індивідуальному змаганні. Сталось це під час Літніх Олімпійських ігор в Парижі в 1900 році, які рівночасно проводились разом з чемпіонатом світу зі стрільби (пістолет, 50 метрів). В тій же самій категорії, він встановив свій єдиний рекорд світу. Наступні 7 медалей він отримав в командній стрільбі з пістолета на відстань 50 метрів.

## Олімпійські результати
| Олімпійські Ігри | Дисципліна                       | Результат                     | Місце    | Джерело |
| ---------------- | -------------------------------- | ----------------------------- | -------- | ------- |
| Париж 1900       | Пістолет, 50 метрів              | 503 бали                      | 1 (з 20) | [ 2 ]   |
| Париж 1900       | Пістолет серед команд, 50 метрів | 2271 бал (ком.), 503 (індив.) | 1 (з 4)  | [ 3 ]   |

## Медалі здобуті на чемпіонатах світу
| Чемпіонат світу | Дисципліна                       | Результат                     | Місце |
| --------------- | -------------------------------- | ----------------------------- | ----- |
| Париж 1900      | Пістолет, 50 метрів              | 503 бали                      | 1     |
| Париж 1900      | Пістолет серед команд, 50 метрів | 2271 бал (ком.), 503 (індив.) | 1     |
| Люцерн 1901     | Пістолет серед команд, 50 метрів | 2159 балів (ком.)             | 1     |
| Рим 1902        | Пістолет серед команд, 50 метрів | 2187 балів (ком.)             | 1     |
| Ліон 1904       | Пістолет серед команд, 50 метрів | 2333 бали (ком.)              | 1     |
| Мілан 1906      | Пістолет серед команд, 50 метрів | 2422 бали (ком.)              | 2     |
| Гамбург 1909    | Пістолет серед команд, 50 метрів | 2450 (ком.)                   | 2     |
| Рим 1911        | Пістолет серед команд, 50 метрів | 2425 бала (ком.)              | 3     |